# Clathria namibiensis
Clathria namibiensis är en svampdjursart som först beskrevs av Uriz 1984.  Clathria namibiensis ingår i släktet Clathria och familjen Microcionidae.
Artens utbredningsområde är Namibia. Inga underarter finns listade i Catalogue of Life.